# La Machine
La Machine este o comună în departamentul Nièvre din centrul Franței. În 2009 avea o populație de 3.542 de locuitori.

## Evoluția populației
| An        | 1975  | 1982  | 1990  | 1999  | 2006  | 2009  |
| --------- | ----- | ----- | ----- | ----- | ----- | ----- |
| Populație | 4.999 | 4.627 | 4.192 | 3.735 | 3.563 | 3.542 |